# Kenji Arai
Kenji Arai (Saitama, 19 mei 1978) is een Japans voetballer.

## Carrière
Kenji Arai speelde tussen 2001 en 2010 voor Albirex Niigata, Albirex Niigata FC, Singapore Armed Forces, Goa en Sengkang Punggol. Hij tekende in 2011 bij Home United.